# Irmencultuur
De Irmencultuur (Russisch: Ирменская культура) was een wijdverbreide archeologische cultuur van de late bronstijd in de Siberische bossteppe tussen de Irtysj en Ob, vernoemd naar de gelijknamige rivier in de oblast Novosibirsk. Een nauw verwante groep wordt ook gevonden aan de noordelijke rand van de Altaj. De Irmencultuur volgde op een lokale variant van de Andronovocultuur, waarvan het voornamelijk verschilde in de bronsindustrie, die werd beïnvloed door de Karasoekcultuur.
Bij het aardewerk zijn er vooral potten met een S-vormig profiel en een schuin aflopende rand, rondbuikige vaten met smalle hals en duidelijk versprongen cilinder- of trechterrand, en komvormige potten met trechterrand, afgeronde wanden, en een ronde of platte bodem. Ze zijn versierd met ingekeepte richels, nokken, horizontale groeven en gearceerde driehoeken en zigzagbanden, vooral in de bovenste helft, wat duidelijke banden met de Andronovocultuur aantoont. Aan de andere kant wijzen kam- en kuiltjeskeramiek op noordelijke invloeden.
De kleine vondsten bestaan voornamelijk uit bronzen voorwerpen zoals ringen, tutuli, oor- of haarhangers, messen en lanspunten. Bot werd gebruikt om pijlpunten te maken.
De nederzettingen van de Irmencultuur waren vaak aangelegd op rivierterrassen en deels versterkt met greppels. De gebouwen zijn rechthoekige of ronde tot ovale kuilwoningen, vaak met een vooruitstekend entreegebied en een haard in het midden of in een hoek.
De veeteelt speelde een centrale rol in de economie. Onder de gevonden dierlijke botten bevinden zich voornamelijk runderbotten, daarna botten van schapen en geiten. Paardenfokkerij was nog van marginaal belang. Het aandeel botten van wilde dieren is erg klein; dienovereenkomstig was jagen niet langer belangrijk. Landbouw wordt gesuggereerd door de gevonden gereedschappen, maar is nog niet definitief bewezen.
De doden van de Irmencultuur werden onverbrand begraven onder lage grafheuvels; een heuvel bood plaats aan maximaal twaalf graven. Meestal zijn het gehurkte begrafenissen op de rechterzij, met het hoofd naar het zuiden gericht. Sommige skeletten lagen in stenen kisten of houten constructies. De grafgiften bestaan uit aardewerk en bronzen sieraden: sociale verschillen laten zich hierbij niet erkennen.